# Elatostema omeiense
Elatostema omeiense är en nässelväxtart som beskrevs av Wen Tsai Wang. Elatostema omeiense ingår i släktet Elatostema och familjen nässelväxter. Inga underarter finns listade i Catalogue of Life.